# 日本の歴史 きのうのあしたは……
『日本の歴史 きのうのあしたは……』（にほんのれきし きのうのあしたは……）は、つぼいこうによる日本の漫画作品。朝日学生新聞社が発行する小学生向けの歴史漫画である。単行本は全7巻。各巻1260円（税込み）。全国の書店やASA（朝日新聞販売所）で販売されている。

## 概要
『朝日小学生新聞』で2006年4月から連載された歴史漫画「まんが日本の歴史 きのうのあしたは……」（作・つぼいこう）を書籍化し、2010年3月に朝日学生新聞社が第1巻（日本の始まり 旧石器時代～奈良時代）を発行した。高等学校の教科書レベルの内容を、小学生向けに漫画で易しく解説している。学習指導要領や教科書に準拠した「音読シート」「歴史用語書き取りプリント」「確認テスト」などもついているため、中学受験に強い歴史漫画として知られている。2011年12月、最終巻である第7巻（明治時代・後期～平成時代）が発行された。

## ストーリー
歴史や文学が大好きな主人公の史記くんが、同級生のこよみちゃんや、その叔母のあやのさんらと「バーチャル歴史システム」で歴史の旅に出る。3人は歴史上の有名な人物や出来事に遭遇。歴史の表と裏を実感することになる。

## 書籍情報
- 第1巻 日本の始まり 旧石器時代～奈良時代

<第1章>日本の始まり
<第2章>弥生時代～米づくりの始まり～
<第3章>古墳の発生
<第4章>飛鳥の朝廷と大化の改新
<第5章>律令国家ができる
<第6章>奈良時代～平城京の人々～
- 第2巻 平安貴族の栄え 平安時代

<第1章>平安時代の始まり
<第2章>藤原氏と摂関政治
<第3章>武士の始まり
<第4章>宮廷の文化と女性たち
<第5章>受領（国司）と農民たち
<第6章>院政と武士の台頭
- 第3巻 武士政権の誕生 鎌倉時代～室町時代

<第1章>源平の戦い
<第2章>鎌倉幕府の成立
<第3章>幕府の滅亡と建武の新政
<第4章>室町幕府の隆盛
<第5章>ほろびゆく室町幕府
- 第4巻 天下統一への道 戦国時代～安土桃山時代

<第1章>戦国大名の登場
<第2章>鉄砲とキリスト教の伝来
<第3章>天下統一への道
<第4章>織田信長の野望
<第5章>安土桃山時代へ
<第6章>関白秀吉
- 第5巻 幕藩体制と鎖国 江戸時代

<第1章>関ヶ原の戦いと江戸幕府の成立
<第2章>幕府による貿易の統制
<第3章>鎖国への道
<第4章>江戸時代の庶民
<第5章>国学と洋学
<第6章>三大改革
- 第6巻 明治維新　幕末～明治時代・前期

<第1章>ゆれ動く幕府
<第2章>尊王攘夷と幕末の志士たち
<第3章>江戸幕府ほろぶ
<第4章>明治維新と文明開化
<第5章>士族の不満
- 第7巻 世界の中の日本　明治時代・後期～平成時代

<第1章>自由と権利を求めて
<第2章>「一等国」の光と影
<第3章>大正デモクラシー
<第4章>恐慌と戦争への道
<第5章>戦後の日本